# Alejandro Padrón
Alejandro Padrón es un escritor venezolano. Padrón es doctor en economía por la Universidad de la Sorbona, Paris I, profesor jubilado de la Universidad de los Andes de Venezuela y se desempeñó como embajador de su país en Libia. 
Es el autor del libro «Yo fui embajador de Chávez en Libia» y ha escrito para publicaciones tales como el Papel Literario de El Nacional, Quimera, Cinesquema. Su obra narrativa ha sido incluida en antologías tanto venezolanas y extranjeras.